# QALA For Financial Investments
QALA For Financial Investments S.A.E. ist ein ägyptisches Beteiligungsunternehmen mit Sitz in Kairo.

## Beschreibung
Das Beteiligungsunternehmen ist in Form einer Holdinggesellschaft konzipiert, die 6 Tätigkeitsbereiche umfasst:
- Energie: Produktion und Vertrieb von Strom und Gas (TAQA Arabia, ERC)
- Zementindustrie (ASEC Holding)
- Bergbauindustrie (ASCOM)
- Agrar- und Nahrungsmittelindustrie (Dina Farms Holding)
- Transport und Logistik (CCTO)
- Druck und Verpackungen (National Printing Holding)[3]

Seit dem Bestehen wurden 80 Unternehmen mit 40.000 Arbeitsplätzen gegründet.
Die Aktie ist an der Egyptian Exchange gelistet und war bis zum 31. Juli 2024 Mitglied im EGX 30 Index.

## Geschichte
QALA For Financial Investments wurde 2004 von zwei Unternehmern, Ahmed Heikal und Hisham El-Khazindar, gegründet. Es wurde ein diversifiziertes Portfolio in 15 Ländern und Branchen aufgebaut. Von Ägypten aus wurden über 80 Akquisitionen und Firmenneugründungen getätigt. Darunter befanden sich Turnarounds, Übernahmen, Konsolidierungen und Branchenzusammenlegungen. Im Jahr 2007 wurde die Qalaa Holdings Scholarship Foundation ins Leben gerufen, die sich seitdem zur größten privaten Stipendienstiftung in Ägypten entwickelt hat und ägyptischen Studenten, die an renommierten Universitäten im Ausland ein Aufbaustudium absolvieren, Stipendien gewährt.
Im Jahr 2012 wurde die Gründung von Egyptian Refining Company (ERC) auf den Weg gebracht, Qalaas Flaggschiff-Raffinerie im Wert von 4,3 Mrd. US-Dollar, die für den Großteil des Umsatzes von QALA For Financial Investments steht. Diese Investition wurde mit Partnern aus der Golfregion und anderen internationalen Investoren durchgeführt.
Im Jahr 2013 wurde das Unternehmen in Qalaa Holdings umbenannt, wobei das Geschäftsmodell von Private Equity in eine Investmentholding umgewandelt wurde. Es wurden nicht zum Kerngeschäft gehörende Unternehmen schrittweise über einen Zeitraum von drei Jahren verkauft, wobei die Erlöse reinvestiert wurden. 2019 begann bei ERC der volle kommerzielle Betrieb. Zugleich wurde der Betrieb von TAQA Arabia aufgenommen und ein 1,35 Mrd. EGP teures, 65 MW starkes Solarkraftwerk in Benban, Assuan, eingeweiht. Am 28. November 2022 wurde das Unternehmen wieder in QALA For Financial Investments, den früheren Namen, umbenannt.